# 王萬敵
王萬敵，唐朝中期宣州旌德县（今安徽省旌德县）起事反唐首领。
唐代宗永泰年间，王萬敵占据险要，叛唐作乱，被单股招讨平定。唐朝于是分太平县，新设旌德县。